# شعب الحداد (مذيخرة)

تعديل مصدري - تعديل

شعب الحداد محلة تابعة لقرية ذي حافظ وجشمان، التابعة لعزلة الجوالح بمديرية مذيخرة إحدى مديريات محافظة إب في الجمهورية اليمنية، بلغ تعداد سكانها 76 حسب تعداد اليمن لعام 2004.